# Boipelo Mashigo
Boipelo Mashigo (* 5. April 2003 in Johannesburg) ist ein südafrikanischer Fußballspieler, der aktuell bei der SpVgg Unterhaching unter Vertrag steht.

## Karriere
Mashigo begann seine fußballerische Karriere in seiner Heimat bei SuperSport United in Pretoria. Im Sommer 2016 wechselte er nach Deutschland zum DFI Bad Aibling, wo er bis 2018 spielte. Anschließend wechselte er in die U17 der SpVgg Unterhaching. 2018/19 spielte er 12 Mal in der B-Junioren-Bundesliga, wobei er dreimal traf. In der Folgesaison schoss er in 20 Spielen sieben Tore, worunter sich zwei Doppelpacks befanden. 2020/21 debütierte er am 25. November 2020 (12. Spieltag) gegen Dynamo Dresden, als er eine Halbzeit spielte. Anschließend kam er noch ein paarmal zum Einsatz, stand danach jedoch lange nicht im Kader. Am 20. August 2021 (9. Spieltag) schoss er bei einer 1:5-Niederlage gegen die zweite Mannschaft des FC Bayern München sein erstes Tor.

## Erfolge
SpVgg Unterhaching
- Meister der Regionalliga Bayern und Aufstieg in die 3. Liga: 2023